# ساوث إلغين (إلينوي)
ساوث إلغين (بالإنجليزية: South Elgin)‏ هي منطقة سكنية تقع في الولايات المتحدة في إلينوي.

## الموقع الجغرافي
الموقع الجغرافي للمناطق المحيطة بهذه النقطة هو كالتالي: